# Съчуан
Съчуан  (на мандарински:四川省; пинин: Sìchuān) e провинция в централната част на Китай. Името й значи Четирите реки - Дзялиндзян, Миндзян, Ялундзян и Яндзъ, на която те са притоци. Страната е планинска, но с мек, субтропичен климат.
Провинция Съчуан е най-многолюдната в Китай и е сред най-големите по площ. Административен център и най-голям град в провинцията е град Чънду.
Съчуан е един от лидерите в производството на хранителни продукти в Китай - на първо място по добив на зърно и рапица (приложима и в производството на биодизел) и производител на около 20% от свинското месо в Китай, на второ – в консервната промишленост. Местната кухня се отличава с афинитет към лютивите ястия.
Други отрасли, в които икономиката на тази провинция е силна са производството на коприна, добивът на природен газ (земен газ), финансовият сектор, производството на химически торове.